# Adamo Nagalo
Adamo Nagalo (Costa de Marfil, 22 de septiembre de 2002) es un futbolista burkinés que juega de defensa en el PSV Eindhoven de la Eredivisie.

## Trayectoria
Nació en Costa de Marfil y formó parte de la Right to Dream Academy de Ghana, antes de fichar por el F. C. Nordsjælland en el verano de 2020. Disputó tres partidos con el equipo sub-19 del club, antes de debutar como profesional ante el Lyngby BK en la Superliga de Dinamarca el 12 de marzo de 2021, sustituyendo a Daniel Svensson a falta de tres minutos. A sus 18 años disputó un total de seis partidos de liga con el Nordsjælland en la temporada 2020-21.
De cara a la temporada 2021-22 fue ascendido permanentemente a la plantilla del primer equipo con el que acabó jugando un total de 114 partidos y marcando 4 goles.
El 2 de septiembre de 2024 fichó por el PSV Eindhoven hasta concluir la temporada 2028-29.

## Selección nacional
Nacido en Costa de Marfil, es de ascendencia burkinabé. Fue convocado a la selección de Burkina Faso para un conjunto de amistosos en septiembre de 2022. Debutó el 19 de noviembre de 2022 contra Costa de Marfil. Habitual en las convocatorias de su selección, llegó a disputar la Copa África 2023.

## Estadísticas

### Clubes
Actualizado al último partido disputado el 25 de octubre de 2024.
| Club                         | Div.          | Temporada     | Liga  | Liga  | Copas nacionales | Copas nacionales | Copas internacionales | Copas internacionales | Total | Total |
| Club                         | Div.          | Temporada     | Part. | Goles | Part.            | Goles            | Part.                 | Goles                 | Part. | Goles |
| ---------------------------- | ------------- | ------------- | ----- | ----- | ---------------- | ---------------- | --------------------- | --------------------- | ----- | ----- |
| F. C. Nordsjælland Dinamarca | 1.ª           | 2020-21       | 6     | 0     | 0                | 0                | ―                     | ―                     | 6     | 0     |
| F. C. Nordsjælland Dinamarca | 1.ª           | 2021-22       | 27    | 1     | 2                | 0                | ―                     | ―                     | 29    | 1     |
| F. C. Nordsjælland Dinamarca | 1.ª           | 2022-23       | 28    | 1     | 5                | 1                | ―                     | ―                     | 33    | 2     |
| F. C. Nordsjælland Dinamarca | 1.ª           | 2023-24       | 31    | 1     | 5                | 0                | 9                     | 0                     | 45    | 1     |
| F. C. Nordsjælland Dinamarca | 1.ª           | 2024-25       | 1     | 0     | —                | —                | —                     | —                     | 1     | 0     |
| F. C. Nordsjælland Dinamarca | Total club    | Total club    | 93    | 3     | 12               | 1                | 9                     | 0                     | 114   | 4     |
| Jong PSV · Países Bajos      | 2.ª           | 2024-25       | 2     | 0     | —                | —                | —                     | —                     | 2     | 0     |
| Jong PSV · Países Bajos      | Total club    | Total club    | 2     | 0     | 0                | 0                | 0                     | 0                     | 2     | 0     |
| PSV Eindhoven · Países Bajos | 1.ª           | 2024-25       | 2     | 0     | 0                | 0                | 1                     | 0                     | 3     | 0     |
| PSV Eindhoven · Países Bajos | Total club    | Total club    | 2     | 0     | 0                | 0                | 1                     | 0                     | 3     | 0     |
| Total carrera                | Total carrera | Total carrera | 97    | 3     | 12               | 1                | 10                    | 0                     | 119   | 4     |

## Palmarés

### Campeonatos nacionales
| Título                        | Club          | País         | Año  |
| ----------------------------- | ------------- | ------------ | ---- |
| Eredivisie                    | PSV Eindhoven | Países Bajos | 2025 |
| Supercopa de los Países Bajos | PSV Eindhoven | Países Bajos | 2025 |